# Jan Baptist Verrijt

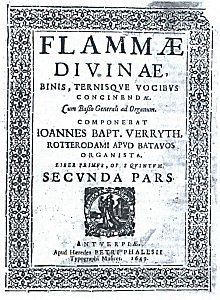
Flammæ divinæ (Antwerpen, 1649)

Jan Baptist Verrijt (Oirschot, ca. 1600 – Rotterdam, begraven 29 augustus 1650) was een Nederlands organist en componist.

## Leven
Van de jonge jaren van Verrijt is bekend dat hij in Weert en wellicht ook in Oirschot werkzaam was als organist. In 1636 kreeg hij een betrekking als organist en stadsmusicus in Leuven en in 1639 werd hij organist van de Sint-Jan in 's-Hertogenbosch. Zijn opponent voor die functies was François Coenraedt Stroombergen, die het echter tegen Verrijth aflegde omdat hij naar geruchten te veel dronk en er een (te) vrij leven op nahield. Verrijth werd daarop aangesteld omdat het voor hem geen probleem was het protestantse geloof te accepteren. Hij werd daar ook aangesteld als stadsbeiaardier en studeerde daartoe in 1642 bij Jacob van Eyck in Utrecht, want zijn techniek zou nog onder de maat zijn. Verrijth, echter, was zelf ook niet standvastig. Hij vertrok zonder enige bericht (‘buyten fatsoen ende sonder den magistraat het minste bekent te maecken’) naar Rotterdam. Hij werd er stadsorganist en organist van de Grote of Sint-Laurenskerk. Hij had een contract van zeven jaar, maar overleed vroegtijdig.  In genoemde steden, maar ook in Alkmaar keurde hij nieuw gebouwde kerkorgels.

## Werk
Er is maar één bundel muziek van Verrijt bewaard gebleven, de Flammae divinae uit 1649, met achttien motetten en twee missen voor twee tot drie stemmen en basso continuo. Deze stukken zijn geschreven in de destijds gangbare Italiaanse concertato-stijl, voor solostemmen en continuo, en hebben een sterk polyfone inslag. De teksten zijn duidelijk van katholieke signatuur.
Het Geïllustreerd Muzieklexicon meldt nog als werk Canzoni amorosi, dat in de loop der eeuwen verloren is gegaan. Er werd mee geadverteerd in 1645 onder de titel Il primo libro de Canzoni Amrorosi, concertatie a tre voci, con il basso continuo van Johan Baptista Verrijt, Organist der Stadt Rotterdam door een boekhandel te Rotterdam (Bastiaen Wagens).  Dat werk wordt naast Pavanen uit 1638 en Divinae ac piae oblectationes, die eenzelfde lot troffen, ook genoemd in de Algemene muziek encyclopedie.  
- Biblioteca Nacional de España: XX1772647
- Biografisch Portaal: 36648551
- Digitale Bibliotheek voor de Nederlandse Letteren: verr017
- Gemeinsame Normdatei: 124946771
- International Standard Name Identifier: 0000 0000 5942 4087
- Library of Congress Control Number: n86047813
- MusicBrainz: aeaf10fb-b33b-4481-bc0a-bb013093a5f0
- Nationale Bibliotheek van Tsjechië: pna2005311809
- Nederlandse Thesaurus van Auteursnamen: 157169154
- Virtual International Authority File: 27332502